# Рецепта на Кока-Кола
Рецептата на напитката Кока-Кола е строго пазена тайна на Кока-Кола Къмпани, за производството на базата (концентрат), от който се произвежда напитката Кока-Кола.
Като публичност маркетингова стратегия, започната от Дейвид Удръф, компанията предоставя формулата, като тази търговска тайна е известна само на няколко висши служители на компанията.
Формулата включва съставки, смесени в сироп, представляващ силно концентрирана смес от вкусове, които се смесват само в няколко избрани центрове в света. След като този концентрат е приготвен, той се предоставя на бутилиращите компании по света, които го смесват с други минорни (сравнително незначителни за оформянето на вкуса) съставки, след което се смесва с вода и се подлага на въглероден двуокис за да се газира. Това гарантира пълен контрол на Кока-Кола Къмпани върху качеството, съдържанието и стандарта на продукта.
Точната рецепта на Кока-Кола е легендарна търговска тайна. Оригиналното копие на рецептата се пази в главния трезор на Сън Тръст Банк в Атланта. Съществува мит, че само двама души имат достъп до рецептата, като всеки знае само половината от нея. Истината е, че макар Кока-Кола да има правило, ограничаващо достъпа само до двама души, всеки от тях знае цялата формула (така че да не бъде изгубена при внезапна смърт на единия от тях), а има и други, които са знаели процеса на създаването ѝ.

## Предполагаемо съдържание
Името на Кока-Кола идва от листата от кока и плодовете от кола, използвани като ароматизатор. Основните съставки са вода и захар. Други предполагаеми компоненти са карамелът, кофеинът, фосфорната киселина, сок или масло от зелен лимон и ванилия.
Отличителният вкус идва най-вече от смесването на захар и масла от портокал, лимон и ванилия. Останалите съставки променят съвсем слабо вкуса. В наши дни обаче в САЩ Кока-Кола е подслаждана с царевичен сироп, което „притъпява“ вкуса. Кока-Кола със захар все още се продава в Европа.
В оригиналната рецепта стимулиращият ефект на напитката се предизвиква от естественото съдържание на кокаин в листата от кока и на кофеин в ядките от кола. От 1929 година кокаинът се извлича от листата чрез обработка, оставяща физиологически незначителни следи, а количеството на кофеина е намалено, но не напълно. Според сайта на Кока-Кола напитката „не съдържа кокаин или други вредни субстанции и кокаинът никога не е бил добавян компонент на Кока-Кола“, което, макар и вярно, може да се разглежда като подвеждащо.
Обработката на листата от кока се извършва в специално лицензирана фабрика в Ню Йорк. Макар това вероятно да е най-големият производител, други химически фирми също имат лицензи за внос на листа от кока в САЩ.
Освен кокаина, друга противоречива съставка на Кока-Кола е кофеинът. Съдържанието на кофеин в Кока-Кола е предмет на съдебни спорове от 1920-те. През август 2005 литър Кока-Кола съдържа максимум 150 милиграма кофеин. За сравнение същото количество кафе съдържа между 280 и 750 милиграма кофеин.